# العلاقات المجرية الكندية
العلاقات المجرية الكندية هي العلاقات الثنائية التي تجمع بين المجر وكندا.

## مقارنة بين البلدين
هذه مقارنة عامة ومرجعية للدولتين:
| وجه المقارنة                                              | المجر                                                       | كندا                     |
| --------------------------------------------------------- | ----------------------------------------------------------- | ------------------------ |
| المساحة (كم2)                                             | 93.04 ألف                                                   | 9.98 مليون               |
| عدد السكان (نسمة)                                         | 9.78 مليون                                                  | 35.70 مليون              |
| الكثافة السكانية (ن./كم²)                                 | 105.12                                                      | 3.58                     |
| العاصمة                                                   | بودابست                                                     | أوتاوا                   |
| اللغة الرسمية                                             | لغة مجرية                                                   | لغة إنجليزية، لغة فرنسية |
| العملة                                                    | فورنت مجري                                                  | دولار كندي               |
| الناتج المحلي الإجمالي (بليون دولار)                      | 139.14 مليار                                                | 1.65 تريليون             |
| الناتج المحلي الإجمالي (تعادل القوة الشرائية) بليون دولار | 260.42 مليار                                                | 1.59 تريليون             |
| الناتج المحلي الإجمالي الاسمي للفرد دولار أمريكي          | 12.36 ألف                                                   | 43.25 ألف                |
| الناتج المحلي الإجمالي للفرد دولار أمريكي                 | 25.07 ألف                                                   | 45.07 ألف                |
| مؤشر التنمية البشرية                                      | 0.828                                                       | 0.913                    |
| رمز المكالمات الدولي                                      | +36                                                         | +1                       |
| رمز الإنترنت                                              | .hu                                                         | .ca                      |
| المنطقة الزمنية                                           | ت ع م+01:00، ت ع م+02:00، أوروبا/بودابست ‏، توقيت وسط أوروبا |                          |

## منظمات دولية مشتركة
يشترك البلدان في عضوية مجموعة من المنظمات الدولية، منها:
| علم المنظمة | اسم المنظمة                               | تاريخ انضمام المجر | تاريخ انضمام كندا |
| ----------- | ----------------------------------------- | ------------------ | ----------------- |
|             | منظمة الشرطة الجنائية الدولية             | ?                  | ?                 |
|             | الاتحاد البريدي العالمي                   | ?                  | ?                 |
|             | مركز تنسيق الحركة في أوروبا ‏              | ?                  | ?                 |
|             | حلف شمال الأطلسي                          | 12 مارس 1999       | 4 أبريل 1949      |
|             | منظمة التجارة العالمية                    | 1995               | ?                 |
|             | منظمة التعاون الاقتصادي والتنمية          | 7 مايو 1996        | ?                 |
|             | الفريق المعني برصد الأرض                  | ?                  | ?                 |
|             | مجموعة الموردين النوويين                  | ?                  | ?                 |
|             | مؤسسة التنمية الدولية                     | 29 أبريل 1985      | 24 سبتمبر 1960    |
|             | اتفاقية السماوات المفتوحة                 | ?                  | ?                 |
|             | منظمة الأمن والتعاون في أوروبا            | 25 يونيو 1973      | 25 يونيو 1973     |
|             | الوكالة الدولية للطاقة                    | ?                  | ?                 |
|             | مؤسسة التمويل الدولية                     | 29 أبريل 1985      | 20 يوليو 1956     |
|             | منظمة حظر الأسلحة الكيميائية              | ?                  | ?                 |
|             | الأمم المتحدة                             | 14 ديسمبر 1955     | 9 نوفمبر 1945     |
|             | الاتحاد الدولي للاتصالات                  | 1866               | 1 يوليو 1908      |
|             | البنك الدولي للإنشاء والتعمير             | 7 يوليو 1982       | 27 ديسمبر 1945    |
|             | مجموعة أستراليا                           | 1993               | 1985              |
|             | المركز الدولي لتسوية المنازعات الاستشارية | 6 مارس 1987        | 1 ديسمبر 2013     |
|             | وكالة ضمان الاستثمار متعدد الأطراف        | 21 أبريل 1988      | 12 أبريل 1988     |
|             | نظام تحكم تكنولوجيا القذائف               | 1993               | 1987              |
|             | يونسكو                                    | 14 سبتمبر 1948     | 4 نوفمبر 1946     |

## أعلام
هذه قائمة لبعض الشخصيات التي تربطها علاقات بالبلدين:
- ألانيس موريسيت (1 يونيو 1974[24][25] – )
- أونا جرايير (ممثلة كندية، 24 فبراير 1978 – )
- إشتفان ميجر (منافِس أوليمبي مجري، 20 مايو 1949 – 5 مايو 2014)
- بول ساروسي (24 أبريل 1963[26] – )
- لو ناغي (لاعب كرة قدم كندي، 9 مايو 1960 – )
- مايكل كوبسا (ممثل كندي، 22 يناير 1956 – )

## وصلات خارجية
- موقع وزارة الخارجية المجرية
- موقع وزارة الخارجية الكندية